# Руя, Валдис
Валдис Руя (латыш. Valdis Rūja, настоящее имя Валдис Крикис, латыш. Valdis Kriķis; 9 января 1928 — 27 сентября 2020) — русский и латышский поэт. Заслуженный деятель культуры Латвийской ССР (1987).

## Биография
Родился в Руйиене, там же в 1947 году окончил школу. Затем в 1949 году окончил актёрскую студию рижского Художественного театра им. Яниса Райниса, до 1951 года играл в этом театре, затем работал редактором на радио, в 1960—1962 гг. — в журнале Karogs. В 1962—1965 гг. директор Академического драматического театра Латвийской ССР, в 1965—1967 гг. — директор Государственного театра оперы и балета Латвийской ССР, в 1967—1968 гг. — директор дома культуры «Зиемельблазма». Затем до выхода на пенсию в 1988 году работал редактором в рижском издательстве «Liesma».
Первая заметная публикация — стихотворение «Песня для матери» (латыш. Dziesma mātei) в молодёжной газете Padomju Jaunatne (1945, под псевдонимом Валдис Метра, латыш. Valdis Mētra). В 1955 году вышел первый сборник стихов «Падают сосульки» (латыш. Lāstekas krīt), с 1957 года член Союза писателей СССР. В советский период выпустил ещё 16 книг.

## Награды и звания
- Заслуженный деятель культуры Латвийской ССР (1987).
- Серебряная медаль имени Александра Фадеева (1985, за книгу «Земля стрелков»).
- Почетный гражданин Руйиенского края (2011)[2].